# Sumerpur
Sumerpur är en ort i Indien.   Den ligger i distriktet Pāli och delstaten Rajasthan, i den nordvästra delen av landet, 600 km sydväst om huvudstaden New Delhi. Sumerpur ligger 271 meter över havet och antalet invånare är 37 093.
Terrängen runt Sumerpur är platt, och sluttar västerut. Runt Sumerpur är det ganska tätbefolkat, med 172 invånare per kvadratkilometer. Sumerpur är det största samhället i trakten. Trakten runt Sumerpur består till största delen av jordbruksmark.